# Crazy Boys
Crazy Boys – zespół disco polo założony w 1991 w Siemiatyczach. 
Jego pierwszy skład stanowili: Mirosław Prokopiuk, Marek Trofimiuk, a w 1992 dołączył do nich Wojtek Skłodowski. W 1992 w składzie zespołu występował również Zenon Martyniuk. Najbardziej znane przeboje grupy to: Mała O!, Jesteś ładna, Ocean (nagrano trzy różne wersje tej piosenki), "Gwieździsty bilet" i Struny mojej gitary.

## Składy zespołu
Oryginalny skład:
- Mirosław Prokopiuk
- Marek Trofimiuk

Obecny skład:
- Mirosław Prokopiuk
- Marek Trofimiuk
- Wojtek Skłodowski

Skład zespołu na przestrzeni lat:
- 1991–1992: Mirosław Prokopiuk, Marek Trofimiuk
- 1992–1993: Mirosław Prokopiuk, Marek Trofimiuk, Wojciech Skłodowski, Zenon Martyniuk
- od 1993: Mirosław Prokopiuk, Marek Trofimiuk, Wojciech Skłodowski

## Dyskografia

### Daleka droga (1992)
- Ciemne oczy twe
- Daleka droga
- Mała moja
- Na zabawie
- Wakacje
- Struny mojej gitary (echo mix)
- Żegnaj mała (maxi wersja)
- Wspomnienie

### Mała Ooo
- Dla Mamy blues
- Dlaczego tak
- Mała Ooo
- Nie zabieraj mi strun
- Struny mojej gitary
- Wróżka
- Wśród życia dróg
- Wstydliwa dziewczyna
- O droga Basiu

### Między nami nic nie było
- Dziewczyna jedyna
- Kasztany
- Między nami nic nie było
- Miła wróć
- Tyle słów mówiłem ci
- Pospieszny pociąg
- Na dworcu
- Zakochany

- Przecież wiesz (1992)
- Hej wędrowcze  (1992)
- 20 lat później (2011)